# Giuseppe Menotti De Francesco
Giuseppe Menotti De Francesco (Atessa, 15 settembre 1885 – Milano, 4 ottobre 1978) è stato un giurista e politico italiano.

## Biografia
Fu deputato unicamente nella seconda legislatura per le file del Partito Nazionale Monarchico e in seguito del neo costituito gruppo parlamentare del Partito Monarchico Popolare. Docente universitario di Diritto amministrativo e Diritto costituzionale, ha insegnato nelle Università degli Studi di Urbino, Pavia, Messina e Milano e fu autore di numerosi scritti a carattere giuridico.
Dell'Università meneghina fu rettore dal novembre 1948 all'ottobre del 1960 e fu membro del Consiglio superiore della magistratura dal 1959 al 1963.
Nel centro storico di Atessa gli è stata dedicata via Santa Croce, poi via Menotti De Francesco.